# Axel Pehrsson-Bramstorp

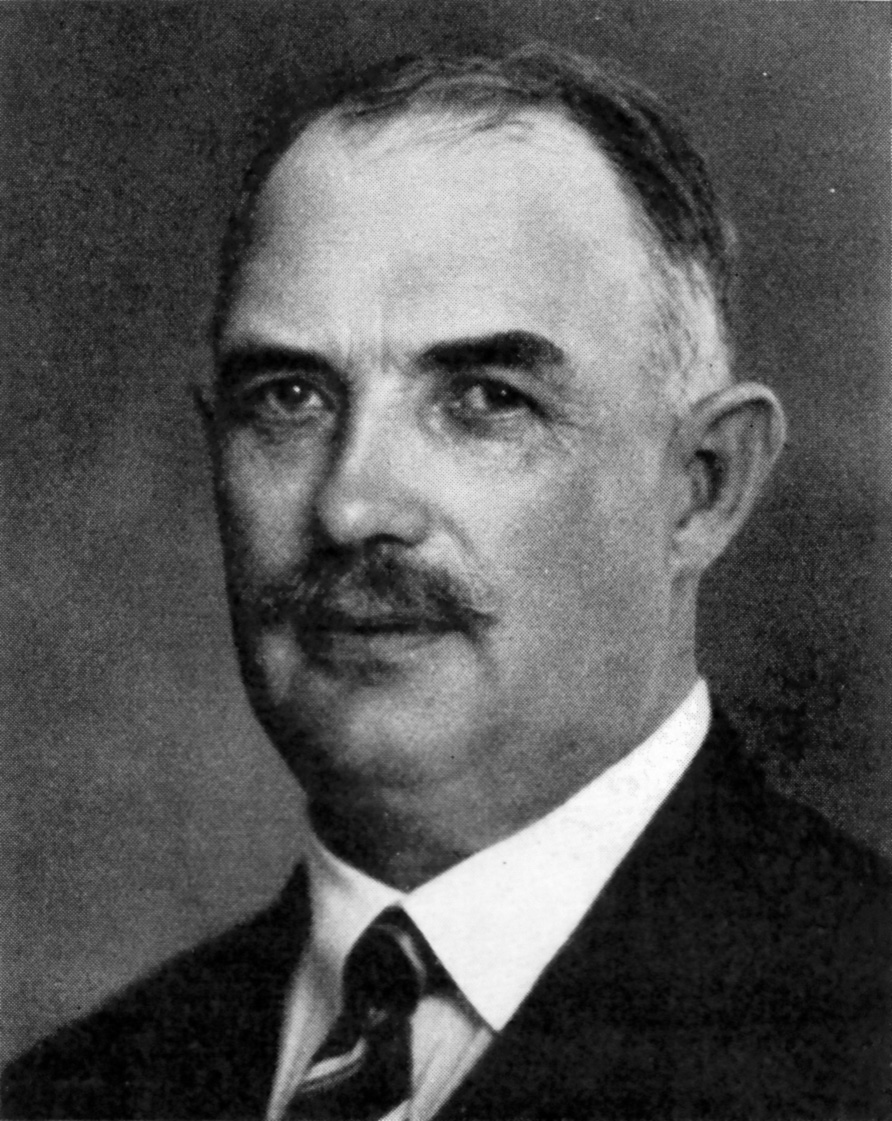
Axel Pehrsson-Bramstorp

Axel Alarik Pehrsson-Bramstorp (* 19. August 1883 in Öja, Gemeinde Ystad; † 19. Februar 1954 in Lilla Isie, Gemeinde Trelleborg) war ein schwedischer Politiker und Ministerpräsident von Schweden.

## Familie und berufliche Laufbahn
Pehrsson war Sohn eines Bauern. Er fügte 1937 den Namen des von ihm erworbenen Hofes Bramstorp seinem Familiennamen hinzu. Nachdem sein Vater bereits 1897 verstorben war, musste er die Schule verlassen, um auf dem Hof zu helfen. Erst später konnte er seine Bildung durch Abendkurse an einer Volkshochschule (Folkhögskola) erweitern. Aufgrund seiner Erfolge als Landwirt konnte er in späteren Jahren mehrere Höfe erwerben.

## Politische Laufbahn

### Reichstagsabgeordneter und Parteivorsitzender
Pehrsson begann seine politische Laufbahn 1912 mit der Wahl zum Mitglied des Provinziallandtages (Landsting) im Malmöhus län. 1918 wurde er dann zum Abgeordneten der Zweiten Kammer des Reichstages gewählt, wo er bis zu seiner Wahlniederlage 1921 die liberale Freisinnige Vereinigung (Frisinnade Landsföreningen) vertrat.
Anschließend trat er dem 1913 gegründeten Bauernbund (Bondeförbundet) bei, den er von 1929 bis 1949 als Abgeordneter der Zweiten Kammer vertrat. Pehrsson war von 1934 bis 1949 Vorsitzender des Bauernbundes.

### Ministerpräsident ab 1936 und Minister

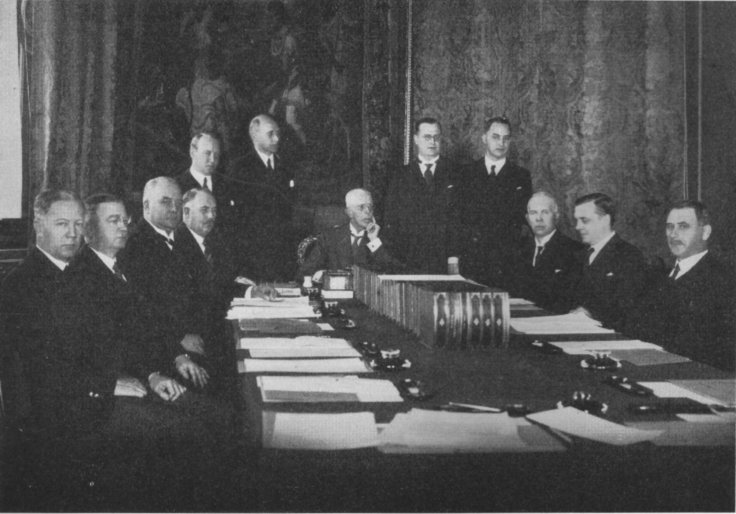
Regierung Pehrsson-Bramstorp. Sitzend von links: Ericsson, Andræ, Nilsson, Pehrsson-Bramstorp, König Gustav V., Heiding, Centerwall, Strindlund. Stehend von links: Bergquist, Ljungdahl, Gynnerstedt, Quensel

Nach dem Rücktritt der sozialdemokratischen Regierung von Ministerpräsident Per Albin Hansson nach einer Abstimmungsniederlage im Reichstag wurde er am 19. Juni 1936 von König Gustav V. zum Ministerpräsidenten ernannt. Zugleich übernahm er das Amt des Landwirtschaftsministers. Nachdem die Bildung einer nicht-sozialistischen Koalitionsregierung gescheitert war, musste er eine Minderheitsregierung anführen, die sich nur auf den Bauernbund stützte. Bereits am 28. September 1936 nach der Reichstagswahl musste er zurücktreten. Seine Regierungszeit wurde wegen der kurzen Amtszeit auch als «Sommerferienregierung» (Semesterregeringen) bezeichnet.
Sein Nachfolger als Ministerpräsident, wiederum Per Albin Hansson, bildete eine Koalitionsregierung aus Sozialdemokratischer Arbeiterpartei und Bauernbund. Hansson berief Pehrsson zum Landwirtschaftsminister. Er behielt dieses Amt auch in der von Hansson nach dem Ausbruch des Zweiten Weltkrieges am 13. Dezember 1939 gebildeten Sammlungsregierung bis zum 31. Juli 1945.
Nach seinem Rücktritt als Landwirtschaftsminister blieb er Vorsitzender des Bauernbundes und Abgeordneter des Reichstages und übernahm zusätzlich den Vorsitz des Nationalen Landwirtschaftsbundes, bis er diese Ämter nach einer Hirnblutung 1949 aufgeben musste.
Für seine Verdienste um die schwedische Politik wurde ihm 1949 der Königliche Seraphinenorden verliehen, der höchste schwedische Orden.